# 千乗郡
千乗郡（千乘郡、せんじょう-ぐん）は、中国にかつて存在した郡。漢代に現在の山東省の淄博市・浜州市・東営市にまたがる地域に設置された。

## 概要
前漢の初め、斉国に属した。紀元前110年（元封元年）、斉王劉閎が死去して、斉国が廃止されると、武帝はこれを斉郡と千乗郡に二分した。千乗郡は青州に属し、千乗・東鄒・湿沃・平安・博昌・蓼城・建信・狄・琅槐・楽安・被陽・高昌・繁安・高苑・延郷の15県を管轄した。『漢書』によれば前漢末に11万6727戸、49万720人があった
王莽のとき、建信郡と改称された。後漢が建てられると、千乗郡の称にもどされた。
後漢の初年に千乗郡は張歩に占拠された。29年（建武5年）、張歩が後漢に降ると、千乗郡は後漢の統治下に入った。60年（永平3年）、劉建が千乗王となると、千乗郡は千乗国に改められた。千乗国は臨済・千乗・高苑・楽安・博昌・蓼城・利・益・寿光の9県を管轄した。95年（永元7年）、千乗国は楽安国と改められた。